# Patricia Heaton
Patricia Helen Heaton (Bay Village (Ohio), 4 maart 1958) is een Amerikaans actrice.
Heaton werd vooral bekend als Debra Barone uit de komedieserie Everybody Loves Raymond. Eerder speelde ze onder meer in de films Beethoven, The New Age en Space Jam. Na Everybody Loves Raymond was ze onder meer te zien als Kelly Carr in de serie Back to You en als Frankie Heck in de serie The Middle. 
Sinds 10 oktober 1990 is ze getrouwd met acteur David Hunt; ze hebben samen vier zonen. Het is haar tweede huwelijk; Heaton was eerder van 1984 tot 1987 getrouwd. Dat huwelijk bleef kinderloos.
In 2012 kreeg Heaton een ster op de Hollywood Walk of Fame.

## Filmografie
- Alien Nation (televisieserie) - Amanda Russle (Afl., The Red Room, 1989)
- Shattered Dreams (televisiefilm, 1990) - oudere Dotti
- Matlock (televisieserie) - Ellie Stanford (Afl. The Brothers, 1990)
- thirtysomething (televisieserie) - Dr. Silverman (Afl. New Baby, 1989, Another Country, 1990, Post-Op, 1990, Prelude to a Bris, 1990, Second Look, 1991)
- DEA (televisieserie) - Paula Werner (Afl., The Fat Lady Sings Alone, 1991)
- Room for Two (televisieserie) - Jill Kurland (Afl. onbekend, 1992)
- Beethoven (1992) - Brie
- Someone Like Me (televisieserie) - Jean Stepjak (Afl. onbekend, 1994)
- The New Age (1994) - Anna
- Woman of the House (televisieserie) - Natalie Hollingsworth (Afl. onbekend, 1995)
- Party of Five (televisieserie) - Robin Merrin (Afl. Poor Substitues, 1996, Comings and Goings, 1996)
- Space Jam (1996) - vrouwelijke fan
- Miracle in the Woods (televisiefilm, 1997) - Wanda Briggs
- The King of Queens (televisieserie) - Debra Barone (Afl. Dire Strayts, 1999)
- A Town Without Christmas (televisiefilm, 2001) - M.J. Jensen
- The Goodbye Girl (televisiefilm, 2004) - Paula McFadden
- Danny Phantom (televisieserie) - Lunch Lady (Afl. Mystery Meat, 2004, stem)
- The Tonight Show with Jay Leno (televisieserie) - Giles (aflevering van 6 april 2005)
- Everybody Loves Raymond (televisieserie) - Debra Barone (209 afl., 1996-2005)
- The Engagement Ring (televisiefilm, 2005) - Sara Rosa Anselmi
- Untitled Patricia Heaton Project (televisiefilm, 2006) - Janet Daily
- The Path to 9/11 (televisiefilm, 2006) - ambassadeur Bodine
- Thou Shalt Laugh (dvd, 2006) - presentatrice
- Back to You (televisieserie) - Kelly Carr (18 afl., 2007)
- The Middle (televisieserie) - Frankie Heck (2009 - 2018)
- Mending the Line (2022) - Dr. Burke
- The Unbreakable Boy (2025) - Marcia

- Bibsys: 7027506
- Biblioteca Nacional de España: XX5406337
- Gemeinsame Normdatei: 128387254
- International Standard Name Identifier: 0000 0001 1445 1070
- Library of Congress Control Number: nr2002000521
- Nationale Bibliotheek van Polen: a0000001974834
- Nederlandse Thesaurus van Auteursnamen: 241932548
- Virtual International Authority File: 57663511
- WorldCat: E39PBJrKQbrFcCQTdD87KJBtrq